# Boniface Mwangi
Boniface Mwangi (Taveta 10 juli 1983) is een Keniaans persfotograaf en vredesactivist.

## Levensloop
Toen Mwangi zich de rol van de fotografie realiseerde in de bewustwording van de Ethiopische hongersnood, raakte hij geïnspireerd in het vak, dat hij zich vervolgens zelf aanleerde. Zijn aanvang als persfotograaf maakte hij toen hij foto's naar de East African Standard had gestuurd voor opname in de rubriek Face the Facts.
In 2007 legde hij de catastrofale nasleep van de verkiezingen vast die was ontaard in rellen met 1500 doden en honderdduizenden gewonden en ontheemden tot gevolg. Mwangi's foto's werden in kranten wereldwijd vertroond, waaronder in The New York Times, The Washington Post, The Sunday Times, International Herald Tribune en BBC Focus on Africa Magazine.
De geweldsuitbarstingen hadden een grote impact op Mwangi die in 2008 zijn ontslag indiende en het project Picha Mtaani (Straatexposities) opzette om geweldloosheid in het land te bevorderen. In de tien zwaarst getroffen plaatsen zette hij straatexposities op met foto's van het geweld die door naar schatting 700.000 burgers werden bekeken, met onder hen zowel daders als slachtoffers. Ondertussen was er plaats voor gesprekken en counseling, gaven mensen hun mening in een enquête en zetten 61.000 mensen hun handtekening onder een vredesgelofte. Daarnaast hield hij nog tientallen kleinere exposities.
Over zijn expositietour zette hij in 2011 zijn documentaire Heal the Nation online op YouTube. Verder stond de opzet van Picha Mtaani model voor projecten in tien andere landen en gaf hij in Ethiopië en Congo lezingen over verzoening.
In Nairobi richtte hij later een ruimte in onder de naam Pawa254 en traint daar jongeren in visuele media en stelt ze in de gelegenheid samen te werken.

## Erkenning
In 2008 werd hij door CNN onderscheiden met een Mohamed Amin Photographic Award uit de MultiChoice African Journalist Awards. In 2010 kreeg hij de media- en kunstwaardering in de Spread the Love Campaign.
Voor zijn exposities van Picha Mtaani werd hij in 2012 onderscheiden met een Prins Claus Prijs. Hij was hiermee op 28-jarige leeftijd de jongste ontvanger ooit van deze prijs. Daarnaast is zijn werk in september en oktober 2012 te zien in de Prins Claus Galerij in Amsterdam.